# Aix (zoologia)
Il genere Aix (Aix, Boie 1828) comprende due sole specie di anatre, facenti parte della tribù Cairinini e della sottofamiglia Anatinae.

## Tassonomia
Comprende le seguenti specie:
- Aix sponsa (Linnaeus, 1758) — anatra sposa
- Aix galericulata (Linnaeus, 1758) — anatra mandarina